# Marko Bello
Marko Bello (ur. 12 września 1961 w Beracie, zm. 4 grudnia 2020 w Turcji) – albański polityk, ambasador Republiki Albanii w Bukareszcie, doktor nauk prawnych.

## Życiorys
Ukończył studia na Wydziale Historii i Filologii Uniwersytetu Tirańskiego, następnie pracował jako korespondent dla BBC oraz Reutersa.
W 1987 roku rozpoczął pracę w albańskiej ambasadzie w Bukareszcie jako sekretarz, na początku lat 90. został zwolniony. W 1997 roku wrócił do Bukaresztu, gdzie do 2000 roku pracował jako ambasador.
W 2000 roku był wiceministrem obrony. Wstąpił do Socjalistycznej Partii Albanii, w następnym roku z jej ramienia uzyskał mandat do Zgromadzenia Albanii w wyniku wyborów parlamentarnych; reelekcję uzyskał w latach 2005 i 2009.
Od 15 lutego do 31 lipca 2002 pełnił funkcję ministra stanu ds. integracji.
Uzyskał tytuł doktora nauk prawnych na Uniwersytecie w Krajowie.
Zmarł 4 grudnia 2020 roku w jednym z tureckich szpitali z powodu COVID-19. Ówczesny prezydent Albanii Ilir Meta złożył z tego powodu kondolencje rodzinie Bello.

## Publikacje[2]
- International Treaty
- Institutional European Community Law (2010)

## Życie prywatne
Był żonaty z Silvaną, z którą miał dwoje dzieci: córkę Nancy oraz syna Marsida. Mieszkał w Tiranie.
Deklarował znajomość języka francuskiego, angielskiego, rumuńskiego i włoskiego.